# Juncus usitatus
Juncus usitatus är en tågväxtart som beskrevs av Lawrence Alexander Sidney Johnson. Juncus usitatus ingår i släktet tåg, och familjen tågväxter. Inga underarter finns listade i Catalogue of Life.